# Загреб
Загреб је главни и највећи град Хрватске. Налази се на северу земље, уз реку Саву, на јужним обронцима планине Медведнице. Загреб се налази у близини међународне границе између Хрватске и Словеније. Према попису из 2021. било је 663.592 становника, односно 1.217.150 становника у ширем подручју града.
Загреб је град богате историје која датира од доба Римског царства. Најстарије насеље у околини града била је римска Андаутонија, у данашњем Шћитарјеву. Историјски запис о имену „Загреб” датира из 1134. године, у вези са оснивањем насеља на Каптолу 1094. Загреб је постао слободни краљевски град 1242. Године 1851. Јанко Камауф је постао први градоначелник Загреба. Загреб има посебан статус у оквиру административне поделе Хрватске — састоји се од консолидованог града-жупаније (али одвојен од Загребачке жупаније), а административно је подељен на 17 градских четврти. Већина градских четврти лежи на ниској надморској висини у долини реке Саве, али се северна и североисточна градска четврт, као што су Подсљеме и Сесвете, налазе у подножју планине Медведнице, што географску слику града чини прилично разноликом.
Прометна повезаност, концентрација индустрије, научноистраживачких институција и индустријска традиција чине његову водећу позицију у Хрватској. Загреб је седиште централне владе, органа управе и готово свих владиних министарстава. Готово сва највећа хрватска предузећа, медији и научне институције имају седиште у граду. Загреб је најважније прометно чвориште у Хрватској: овде се сусрећу средња Европа, Средоземље и југоисточна Европа, чинећи подручје Загреба средиштем друмске, железничке и ваздушне мреже Хрватске. Познат је по разноврсној привреди, високом квалитету живота, музејима, спортским и забавним догађајима. Главне гране привреде Загреба су високотехнолошка индустрија и услужни сектор.

## Географија
Шире подручје Загреба грађено је од стена магматског, седиментног и метаморфног типа чији се стратиграфски распон протеже од палеозоика до квартара. Медведница је изграђена од стена од којих најстарије датирају из палеозоика, преко мезозоика до кенозоика, док се у долини Саве налазе речни наноси који датирају из квартара.
Загребачко подручје је зона појачане сеизмичке активности као последица интензивних тектонских покрета. Сеизмичност износи 7 до 9 степени по Меркалијевој скали. Два важна раседа која се налазе на загребачком подручју су савски расед, који се пружа падинама Вукомеричких горица, и медведнички расед, који се пружа на потезу Жумберачка гора—Медведница.
Загреб се налази на 45° 49′ 0″ N 15° 59′ 0″ E / 45.81667° С; 15.98333° И у централној Хрватској, на југозападном делу Панонске низије на просечној надморској висини од 122 m, подно јужних падина планине Медведнице, на обалама реке Саве, која је у подручју града низијска река. Сава има типичан кишно-снежни режим са високим водостајима у пролеће и јесен, а ниским у лето, што доводи до великих осцилација водостаја.
Шуме прекривају 30,45% територије града (као управне јединице). Долина Саве је некад представљала континуирани појас шума и шикара врба, топола и црне јове, а данас су тек присутне више или мање деградиране шикаре тих врста. Местимично је преостао и храст лужњак. У нижим деловима Медведнице, до 400 m надморске висине и на побрђима, на присојним падинама, преовладавају храст, граб, буква и дивљи кестен. Изнад те границе, од 300 до 800 m надморске висине, доминира буква која се изнад те висине меша с јелом. Пољопривредне површине прекривају 31,84%, док остале површине (првенствено изграђени део) обухватају 37,71% територије града.

### Клима
| Клима Загреба                                   | Клима Загреба | Клима Загреба | Клима Загреба | Клима Загреба | Клима Загреба | Клима Загреба | Клима Загреба | Клима Загреба | Клима Загреба | Клима Загреба | Клима Загреба | Клима Загреба | Клима Загреба |
| Показатељ \ Месец                               | .Јан.         | .Феб.         | .Мар.         | .Апр.         | .Мај.         | .Јун.         | .Јул.         | .Авг.         | .Сеп.         | .Окт.         | .Нов.         | .Дец.         | .Год.         |
| ----------------------------------------------- | ------------- | ------------- | ------------- | ------------- | ------------- | ------------- | ------------- | ------------- | ------------- | ------------- | ------------- | ------------- | ------------- |
| Апсолутни максимум, °C (°F)                     | 19 (66)       | 21,6 (70,9)   | 26,1 (79)     | 28,7 (83,7)   | 33,4 (92,1)   | 37 (99)       | 40,3 (104,5)  | 37,3 (99,1)   | 34,2 (93,6)   | 27,6 (81,7)   | 25 (77)       | 21,5 (70,7)   | 40,3 (104,5)  |
| Средњи максимум, °C (°F)                        | −0,1 (31,8)   | 6,1 (43)      | 10,9 (51,6)   | 15,7 (60,3)   | 19,1 (66,4)   | 20,7 (69,3)   | 20,0 (68)     | 23,3 (73,9)   | 16,0 (60,8)   | 10,8 (51,4)   | 5,6 (42,1)    | 1,3 (34,3)    | 11,4 (52,5)   |
| Просек, °C (°F)                                 | 1,5 (34,7)    | 3,7 (38,7)    | 8 (46)        | 12,1 (53,8)   | 16,8 (62,2)   | 19,8 (67,6)   | 21,9 (71,4)   | 21,5 (70,7)   | 17,3 (63,1)   | 12 (54)       | 6,3 (43,3)    | 2,6 (36,7)    | 12 (54)       |
| Средњи минимум, °C (°F)                         | −0,9 (30,4)   | 0,6 (33,1)    | 4,1 (39,4)    | 7,7 (45,9)    | 12,2 (54)     | 15,2 (59,4)   | 17 (63)       | 16,9 (62,4)   | 13,1 (55,6)   | 8,5 (47,3)    | 3,6 (38,5)    | 0,3 (32,5)    | 8,2 (46,8)    |
| Апсолутни минимум, °C (°F)                      | −22,2 (−8)    | −21,7 (−7,1)  | −17 (1)       | −1,9 (28,6)   | 0,5 (32,9)    | 4,6 (40,3)    | 7,3 (45,1)    | 7,3 (45,1)    | 2,3 (36,1)    | −6 (21)       | −9,7 (14,5)   | −18,7 (−1,7)  | −22,2 (−8)    |
| Количина падавина, mm (in)                      | 63,7 (25,08)  | 47,6 (18,74)  | 51,3 (20,2)   | 63,5 (25)     | 77 (30,3)     | 96,6 (38,03)  | 81,5 (32,09)  | 89,9 (35,39)  | 86,5 (34,06)  | 74,1 (29,17)  | 82 (32,3)     | 63,7 (25,08)  | 844 (332,3)   |
| Извор: Државни Хидрометеоролошки завод Хрватске |               |               |               |               |               |               |               |               |               |               |               |               |               |

## Историја

### Праисторија
Људске насеобине на ширем загребачком подручју постоје већ у праисторији. У пећини Ветерници на југозападним обронцима Медведнице, која је палеолитским ловцима служила као склониште или боравиште, пронађено је камено оруђе и оружје, као и остаци огњишта човекових предака који су били савременици крапинског прачовека. Старост остатака је датирана на око 40.000 година. Трагови живота људи су пронађени и у долини реке Саве, где је пронађено бронзано оруђе и гробови културе поља са урнама, назване према начину сахрањивања покојника.

### Антика
За време Римског царства на подручју Загреба, тачније на месту данашњег села Шћитарјева у близини Велике Горице налазила се Андаутонија, староримско насеље и општина. На месту Андаутоније се пре римског налазило илирско насеље. Андаутонија се налазила на десној обали реке Саве на месту где је римски пут Сисција—Петовио (Сисак—Птуј) прелазила реку. Археолошким ископавањима откривени су бедеми, некрополе, термални комплекс с водоводом, канализацијом и системом за загревање просторија, трагови луке и предмети из свакодневног живота становника. Андаутонија губи на значењу у раздобљу од 4. до 7. века за време великих сеоба народа.

### Средњи век
Континуирана историја града Загреба може се пратити од 1094. када је угарски краљ Ладислав  основао Загребачку бискупију на Каптолу. Године 1134, издата је писмена повеља у којој се помињу оснивач бискупије краљ Ладислав, први загребачки бискуп са свештенством. Та је повеља први писмени траг о Загребачкој бискупији.
Године 1217, довршена је и посвећена столна црква, која је тешко страдала при најезди Татара 1242. године. Преживело становништво потражило је спас у шумама Медведнице. Након одласка Татара део становништва се вратио на виши брег који је од суседног бискупског насеља био одељен потоком Медвешчаком. Угарски краљ Бела IV, који се и сам повлачио пред Татарима, у знак захвалности за сигурно уточиште доделио је новом насељу — Градецу — и његовим становницима повељу којом им је признао знатне самоуправне повластице у унутрашњем уређењу, судству и привредном животу. Градец је тако постао слободна краљевска варош изузета од банске и жупанске власти и директно подређена краљу. Процењује се да је Загреб тада имао приближно 1.000 становника.

### Нови век
Загреб се први пут спомиње као главни град Хрватске 1557. године. Током 17. и 18. века катастрофални пожари више пута су уништавали насеље. С поступном градњом кућа од опека временом је ограничена разорна моћ честих великих пожара. Исусовци су 1664. године у Загребу основали прву штампарију. Године 1669, основан је Загребачки универзитет. Тада је краљ Леополд I повељом Краљевској академији потврдио право универзитета.
У међувремену су 1667. године избили тешки и крвави сукоби у подграђу и на мосту преко потока Медвешчака који је делио два насеља. Између супарничких варошких и каптолских становника често је долазило до спорова, несугласица и сукоба, најчешће због права локалног трговања, који су кочили јачи развој Загреба у политичко и привредно средиште. Сукоби су се, међутим, временом стишали. Године 1742, у Загребу је било 560 кућа са 5.600 становника. Двадесет и пет година касније, 1767. Краљевско веће је одредило Вараждин за своје привремено седиште. Но, након великог пожара у Вараждину 1776. године у којем је уништена и зграда Краљевског већа, у Загреб су се трајно преселиле високе управне, судске и школске установе, као и знатан део племства.

### 19. век
Почетком 19. века у Загребу је живело 7.706 становника и тај број је био у сталном порасту. Године 1834, преуређењем старе Градске већнице Загреб је добио прво стално позориште, а 1847. у Хрватском сабору, хрватски језик је проглашен службеним чиме је заменио дотадашњи службени језик — латински. Револуционарне 1848. године Загреб је, као и остатак Европе, био једно од попришта бурних политичких догађаја. Средишњи градски трг је исте године преименован у Јелачићев трг.
Царским патентом 7. септембра 1850. спојени су дотадашњи делови Загреба у јединствено насеље, чиме су се створили услови за убрзан развој модерног средњоевропског града. То је било доба велике градње, у којем је израсло ново урбано средиште, Доњи град. За то време на Трњу и Трешњевци су настајала неплански грађена насеља сиромашних слојева грађана, док се на северним шумовитим брежуљцима градио резиденцијални део града.
Године 1862, кроз град је прошла прва железничка пруга. Пруга је изграђена као јужни крак пруге Беч—Љубљана—Трст и спајала је Зидани Мост преко Загреба са Сиском. Следеће године у рад је пуштена градска плинара. 1866. у Загребу је основана Југославенска академија знаности и умјетности (ЈАЗУ), данашња Хрватска академија знаности и умјетности (ХАЗУ). Исте године на средишњем градском тргу постављен је споменик бану Јелачићу и довршена је православна црква на Тргу Петра Прерадовића. Године 1867, изграђена је загребачка синагога, а 1874. Загреб је добио модеран универзитет.
Године 1874. је уведена јавна плинска расвета, а 1878. је почео да ради јавни градски водовод. 9. новембра Године 1880, Загреб је задесио снажан земљотрес у којем су оштећене многе зграде, али без већих људских жртава. Услед оштећења насталих у земљотресу, отпочела је обнова столне цркве на Каптолу и загребачка катедрала је добила данашњи изглед. Прва телефонска линија у Загребу је прорадила 1881, а од 1886. се уводи јавни телефонски саобраћај. Загреб добија трамвај 1891. године, а годину касније изграђена је главна зграда железничке станице — Државни колодвор — коју је пројектовао главни инжењер угарских државних железница Ференц Фаф (мађ. Ferenz Pfaff). Године 1895, никла је нова зграда Хрватског народног казалишта.
- Зграда Банских двора из 1809. године
- Улаз на гробље Мирогој изграђено 1876. године
- Трг бана Јелачића 1880. године са спомеником бану Јелачићу из 1866. године
- Зграда ЈАЗУ, данас ХАЗУ из 1880. године
- Нови неоготички торњеви загребачке катедрале изграђени 1880—1902.
- Зграда главне железничке станице из 1892. године

### 20. век
На прелазу у 20. век у Загребу је живело 61.002 становника. Настављено је велико проширивање града и градских садржаја у којем центар града добија данашњи изглед. Град се шири на исток према Пешченици и на запад према Чрномерцу. Прва два стална биоскопа у Загребу отворена су 1906. године. Идуће године је у рад пуштена прва јавна електрана, па почиње изградња електричне мреже и првих кућних прикључака. Касно увођење електричне енергије у Загреб приписује се уговору између Градског поглаварства и плинаре која је имала концесије на јавну плинску расвету. Такође, исте године основана је и библиотека намењена грађанству и која чини језгро данашњих Градских књижница.
Електрични трамвај је заменио трамвај на коњску вучу 1910. године. Пред крај Првог светског рата и у првим годинама након њега отворено је више факултета и високих школа, међу осталима и Медицински факултет (1917), Пољопривредно-шумарски факултет (1919), Ветеринарски факултет (1924) и др. 1921. године у Загребу је први пута пописано више од 100.000 становника, тачније 108.674. Након рата на потезу између железничке пруге и реке Саве граде се радничка насеља, док се на нижим обронцима Медведнице довршава градња резиденцијалне четврти. До 1931. године становништво Загреба је порасло за 70%, што је уједно и највећи демографски скок у историји града. Године 1926, у Загребу је почела радити прва радио-станица — Радио Загреб. Радио Загреб је био једна од првих радио-станица у Европи и прва радио-станица у овом делу Европе. 1929. Загреб постаје седиште новоосноване Савске бановине, а од које ће 1939. спајањем са Приморском бановином и деловима Зетске, Врбаске, Дринске и Дунавске бановине настати Бановина Хрватска. Године 1926. довршен је хотел Милинов, данашњи Дубровник, а отворен је и велики стамбени блок у источном делу Доњег града, највећи у Загребу до градње великих стамбених зграда у Новом Загребу. Дана 10. априла 1941. у Загребу је проглашена Независна Држава Хрватска (НДХ). Исте године је срушена загребачка синагога. Дана 8. маја 1945. године Загреб је ослобођен.
Након рата започиње још један циклус градње и индустријализације града, који за то време континуирано демографски расте. Загреб уједно постаје и административно средиште, прво НР, а потом и СР Хрватске. Године 1950, Загреб је и управно-територијално проширен. Граду су припојена многа дотадашња мала самостална насеља: Подсусед, Стењевец, Врапче, Шпанско, Млинови, Грачани, Шестине, Ремете, Маркушевец. Загреб се на десну обалу Саве почиње ширити од 1957. године када почиње изградња првих великих стамбених четврти, најпре Савског Гаја и Запруђа. На простору где је 1953. пописано само 2.000 становника никнуо је нови део града у којем данас живи више од 100.000 становника. У индустријској зони на Житњаку исте године почиње изградња постројења Органско-кемијске индустрије (ОКИ). 1964. године Загреб је погодила највећа природна катастрофа у његовој историји. Поткрај октобра набујале воде Саве излиле су се из речног корита и поплавиле приближно 60 km² уже територије града. Да би се избегле опасности од нових поплава, 1971. године је довршен систем нових савских насипа и одводни канал Сава—Одра—Сава. Исте године у јесен, Загреб је за време Хрватског пролећа био поприште студентских демонстрација. Након слома покрета почетком децембра водећи хрватски политичари су дали оставке и повукли се из политичког и јавног живота, многи учесници покрета и студентске вође били су ухапшени, а рад Матице хрватске је забрањен. Догађања из те године довела су до тога да је 1974. године донесен нови југословенски Устав у којем су испуњени неки од захтева покрета.
Године 1975, отворен је хотел „Интерконтинентал“, први хотел високе категорије у Загребу. Следеће године довршена је највећа и тада највиша пословна зграда у Загребу, популарно названа Загрепчанка. За потребе Универзијаде одржане 1987. године изграђено је или обновљено мноштво спортских објеката. Отворени су, проширени или изграђени и многи други објекти и простори — музеј Мимара, Омладински центар, Факултет економских знаности, хотел Дубровник, нова зграда аутобуске станице, тј. „Аутобусни колодвор“. Уређени су Трг бана Јелачића као и фасаде многих зграда у Доњем граду. Дана 11. јула исте године у Загребу је симболично обележено рођење петмилијардитог становника Земље.
У Загребу је 8. октобра 1991, три месеца након Брионске декларације, ступила на снагу уставна одредба Хрватског сабора из месеца јуна исте године, о самосталности Хрватске, са Загребом као главним градом. Тој одлуци је дан раније претходило бомбардовање Банских двора за које је оптужено Југословенско ратно ваздухопловство. Током лета 1991. у Загребу је било спорадичне пуцњаве око касарне ЈНА „Маршал Тито“, али интензивних борби није било па је град поштеђен разарања. Након потписивања Сарајевског примирја 3. јануара 1992. године, постигнут је договор о повлачењу ЈНА, чије су се јединице повукле током истог месеца. У мају 1995. Загреб је био мета ракетног напада у којем је погинуло 6 цивила, а рањено их је најмање 175.
Након што су Хрватску као самосталну земљу признале многе државе, у Загребу се почињу отварати амбасаде од којих је прву отворила СР Немачка. Увођењем нове територијалне организације у Републици Хрватској формирано је 20 жупанија и Град Загреб, такође са статусом жупаније. У Загребу се налази и седиште суседне Загребачке жупаније.
Маја 2023. године промењена су имена 10 улица названих по особама повезаним са НДХ.
- Зграда Хрватског државног архива из 1913. године
- Трг бурзе 1930-их година
- Зграда Хрватске народне банке
- Облакодер Загрепчанка из 1976. године (до 2005. највиша зграда у Загребу)
- Зграда Хрватске радиотелевизије из 1984. године
- Зграда Националне и свеучилишне књижнице из 1995. године

## Становништво

#### Број становника по пописима
| година пописа  | 2001.   | 1991.   | 1981.   | 1971.   | 1961.   | 1953.   | 1948.   | 1931.   | 1921.   | 1910.   | 1900.   | 1890.  | 1880.  | 1869.  | 1857.  |
| бр. становника | 779.145 | 777.826 | 723.065 | 629.896 | 478.076 | 393.919 | 356.529 | 258.024 | 167.765 | 136.351 | 111.565 | 82.848 | 67.188 | 54.761 | 48.266 |

## Попис 1991.
На попису становништва 1991. године, насељено место Загреб је имало 706.770 становника, следећег националног састава:
| Попис 1991.‍     | Попис 1991.‍  | Попис 1991.‍ | Попис 1991.‍ | Попис 1991.‍ |
| --------------- | ------------ | ----------- | ----------- | ----------- |
|                 |              |             |             |             |
| Хрвати          | Хрвати       |             | 594.323     | 84,09%      |
| Срби            | Срби         |             | 44.384      | 6,27%       |
| Југословени     | Југословени  |             | 14.218      | 2,01%       |
| Муслимани       | Муслимани    |             | 11.247      | 1,59%       |
| Словенци        | Словенци     |             | 6.299       | 0,89%       |
| Албанци         | Албанци      |             | 2.526       | 0,35%       |
| Црногорци       | Црногорци    |             | 2.332       | 0,32%       |
| Македонци       | Македонци    |             | 1.707       | 0,24%       |
| Мађари          | Мађари       |             | 1.033       | 0,14%       |
| Чеси            | Чеси         |             | 973         | 0,13%       |
| Роми            | Роми         |             | 902         | 0,12%       |
| Јевреји         | Јевреји      |             | 392         | 0,05%       |
| Немци           | Немци        |             | 296         | 0,04%       |
| Италијани       | Италијани    |             | 261         | 0,03%       |
| Украјинци       | Украјинци    |             | 249         | 0,03%       |
| Руси            | Руси         |             | 214         | 0,03%       |
| Словаци         | Словаци      |             | 203         | 0,02%       |
| Бугари          | Бугари       |             | 144         | 0,02%       |
| Пољаци          | Пољаци       |             | 127         | 0,01%       |
| Русини          | Русини       |             | 117         | 0,01%       |
| Румуни          | Румуни       |             | 105         | 0,01%       |
| Турци           | Турци        |             | 77          | 0,01%       |
| Грци            | Грци         |             | 68          | 0,00%       |
| Аустријанци     | Аустријанци  |             | 56          | 0,00%       |
| Власи           | Власи        |             | 7           | 0,00%       |
| остали          | остали       |             | 621         | 0,08%       |
| неопредељени    | неопредељени |             | 14.498      | 2,05%       |
| регион. опр.    | регион. опр. |             | 1.297       | 0,18%       |
| непознато       | непознато    |             | 8.094       | 1,14%       |
| укупно: 706.770 |              |             |             |             |

## Ранији пописи
| Загреб (град)          |         |       |       |         |         |
| година пописа          | 1981.   | 1971. | 1961. | 1953.   | 1948.   |
| Хрвати                 | 516.548 |       |       | 304.637 | 241.007 |
| Срби                   | 36.665  |       |       | 17.519  | 13.125  |
| Југословени            | 56.907  |       |       | 2.606   |         |
| Муслимани              | 6.410   |       |       |         |         |
| Словенци               | 8.709   |       |       | 17.592  | 17.054  |
| Црногорци              | 2.303   |       |       | 1.210   | 795     |
| Македонци              | 1.691   |       |       | 661     | 430     |
| Албанци                | 1.303   |       |       |         |         |
| Мађари                 | 1.115   |       |       | 1.089   |         |
| Роми                   | 825     |       |       |         |         |
| Италијани              |         |       |       | 311     |         |
| Нијемци                |         |       |       | 641     |         |
| Бугари                 |         |       |       |         | 332     |
| Чеси                   |         |       |       |         | 1.674   |
| Словаци                |         |       |       |         | 167     |
| Чеси и Словаци         |         |       |       | 1.544   |         |
| остали Словени         |         |       |       | 1.276   |         |
| остали несловени       |         |       |       | 1.743   |         |
| неопредељени муслимани |         |       |       |         | 209     |
| остали и непознато     | 36.299  |       |       |         |         |
| Укупно                 | 649.586 | '     | '     | 350.829 | 279.623 |

| Загреб (град)  |         |       |
| година пописа  | 1931.   | 1921. |
| Римокатоличка  | 157.897 |       |
| Православна    | 13.279  |       |
| Евангелистичка | 2.064   |       |
| Исламска       | 1.239   |       |
| Остале         | 11.102  |       |
| Укупно         | 185.581 | '     |

Према попису становништва из 2001. године Загреб има 779.145 становника. Просечна старост становништва износи 39,7 година. Према полној структури, од 779.145 становника 415.153 је жена, а 363.992 мушкараца.
| Становништво града Загреба према полу (Попис 2001)‍ | Становништво града Загреба према полу (Попис 2001)‍ | Становништво града Загреба према полу (Попис 2001)‍ | Становништво града Загреба према полу (Попис 2001)‍ | Становништво града Загреба према полу (Попис 2001)‍ |
| -------------------------------------------------- | -------------------------------------------------- | -------------------------------------------------- | -------------------------------------------------- | -------------------------------------------------- |
|                                                    |                                                    |                                                    |                                                    |                                                    |
| Жене                                               | Жене                                               |                                                    | 0                                                  | 53,28%                                             |
| Мушкарци                                           | Мушкарци                                           |                                                    | 0                                                  | 46,72%                                             |

Приказана је етничка структура града Загреба према попису становништва из 2001. године:
| Етничка структура становништва града Загреба (Попис 2001)‍ | Етничка структура становништва града Загреба (Попис 2001)‍ | Етничка структура становништва града Загреба (Попис 2001)‍ | Етничка структура становништва града Загреба (Попис 2001)‍ | Етничка структура становништва града Загреба (Попис 2001)‍ |
| --------------------------------------------------------- | --------------------------------------------------------- | --------------------------------------------------------- | --------------------------------------------------------- | --------------------------------------------------------- |
|                                                           |                                                           |                                                           |                                                           |                                                           |
| Хрвати                                                    | Хрвати                                                    |                                                           | 0                                                         | 91,94%                                                    |
| Срби                                                      | Срби                                                      |                                                           | 0                                                         | 2,41%                                                     |
| Бошњаци                                                   | Бошњаци                                                   |                                                           | 0                                                         | 0,80%                                                     |
| Албанци                                                   | Албанци                                                   |                                                           | 0                                                         | 0,43%                                                     |
| Словенци                                                  | Словенци                                                  |                                                           | 0                                                         | 0,41%                                                     |
| Роми                                                      | Роми                                                      |                                                           | 0                                                         | 0,25%                                                     |
| Остали и неопредељени                                     | Остали и неопредељени                                     |                                                           | 0                                                         | 2,84%                                                     |

Према матерњем језику већина становништва Загреба се изјашњава да говори хрватски језик (97,45%). Затим следе албански (0,40%), словеначки (0,33%), бошњачки (0,31%), српски (0,27%), ромски (0,18%) и македонски (0,15%).
Према верској структури већину становништва чине хришћани, припадници католичке и православне вероисповести. Од осталих хришћанских заједница присутни су Јеховини сведоци, Евангелистичка црква, Адвентистичка црква и баптистичка црква. Знатан је удео агностика, атеиста и неопредељених. Од осталих религија најзаступљенији је ислам.
| Верска структура становништва града Загреба (Попис 2001)‍ | Верска структура становништва града Загреба (Попис 2001)‍ | Верска структура становништва града Загреба (Попис 2001)‍ | Верска структура становништва града Загреба (Попис 2001)‍ | Верска структура становништва града Загреба (Попис 2001)‍ |
| -------------------------------------------------------- | -------------------------------------------------------- | -------------------------------------------------------- | -------------------------------------------------------- | -------------------------------------------------------- |
|                                                          |                                                          |                                                          |                                                          |                                                          |
| Католици                                                 | Католици                                                 |                                                          | 0                                                        | 87,09%                                                   |
| Агностици и неопредељени                                 | Агностици и неопредељени                                 |                                                          | 0                                                        | 4,06%                                                    |
| Атеисти                                                  | Атеисти                                                  |                                                          | 0                                                        | 3,54%                                                    |
| Муслимани                                                | Муслимани                                                |                                                          | 0                                                        | 2,08%                                                    |
| Православци                                              | Православци                                              |                                                          | 0                                                        | 2,01%                                                    |

- Загребачка катедрала
- Црква Светог Марка
- Православна црква Св. Преображења Господњег
- Евангеличка црква
- Загребачка џамија

Највећи градски квартови су: Трешњевка (више од 120.000 становника), Нови Загреб (више од 110.000 становника) и Дубрава (близу 100.000 становника).

## Политика
Град Загреб, као главни град Републике Хрватске, има статус јединице локалне самоуправе (града), а која уједно има и положај јединице регионалне самоуправе, односно жупаније.
Управни органи града Загреба су:
- Градска скупштина је представнички орган грађана града Загреба и орган локалне самоуправе које доноси акта у оквиру делокруга града Загреба. Градско веће има 51 члана који се бирају на изборима. Градска скупштина има председника и највише четири потпредседника. Градска скупштина између осталих доноси „Статут града Загреба“ и градски буџет, надзире укупно материјално и финансијско пословање града, утврђује програм развоја појединих делатности, доноси документе просторног уређења града, бира и смењује градоначелника и његове заменике, као и чланове поглаварства итд. Мандат чланова Градске скупштине изабраних на редовним изборима траје четири године.
- Градоначелник заступа Град и са градском владом је носилац извршне власти у граду Загребу. Бира се посредно, на седници Градске скупштине. Градоначелник је уједно и председник градске владе. Градоначелник има два заменика који га у случају његове спречености замењују. Актуелни градоначелник града Загреба је Томислав Томашевић.
- Градско поглаварство је име градске владе која обавља извршне послове локалне и регионалне самоуправе и послове државне управе које су му поверене законом. Председник поглаварства је градоначелник. За свој рад поглаварство је одговорно Градској скупштини и броји једанаест чланова.
- Градске четврти и месни одбор су облици месне самоуправе у којим грађани непосредно учествују у одлучивању о питањима од њихова свакодневног и непосредног интереса, која утичу на њихов свакодневни живот и рад, попут санирања оштећења на улицама или тротоарима, уређење дечјих игралишта или паркова, уклањање комуналног или дивљег отпада итд. Град Загреб је подељен на 17 градских четврти, а за сваки део четврти се оснивају поједини месни одбори.

Према резултатима последњих редовних локалних избора одржаних 15. маја 2005. године, у раду скупштине учествују следеће странке: Социјалдемократска партија (СДП), Хрватска сељачка странака (ХСС), Хрватска странка умировљеника (ХСУ), Сједињене независне листе (СНЛ), Хрватска демократска заједница (ХДЗ), Хрватска народна странка (ХНС), Хрватска странка права (ХСП), Хрватска социјално либерална странка (ХСЛС), Демократски центар (ДЦ) и независни заступници.

### Градоначелници
Дат је списак свих загребачких градоначелника од уједињења свих насеља у јединствени град Загреб 1850.
| - Томислав Томашевић (2021— ) - Јелена Павичић Вукичевић (2021) - Милан Бандић (2000—2002; 2005—2021) - Власта Павић (2002—2005) - Марина Матуловић-Дропулић (1996—2000) - Бранко Микша (1993—1995) - Борис Бузанчић (1990—1993) - Мато Микић (1982—1983; 1986—1990) - Тито Кошти (хрв. Tito Kosty; 1985—1986) - Зорислав Шоње (1984—1985) - Александар Варга (1983—1984) - Иво Латин (1978—1982) - Иво Врховец (1972—1978) - Јосип Колар Матек (1967—1972) - Ратко Карловић (1967) - Перо Пиркер (1963—1967) - Већеслав Хољевац (1952—1963) - Мирко Павлековић (1951—1952) - Миливој Рукавина (1950—1951) - Мика Шпиљак (1949—1950) - Драгутин Саили (1945—1949) - Еуген Старешинић (1944—1945) - Иван Вернер (хрв. Ivan Werner; 1942—1944) - Јозо Думанџић (1941—1942) - Мате Старчевић (1939—1941) | - Теодор Пеичић (1937—1939) - Рудолф Ербер (1934—1936) - Иво Крбек (1932—1934) - Стјепан Сркуљ (1917—1919; 1928—1932) - Вјекослав Хајнцел (хрв. Vjekoslav Heinzel; 1920—1928) - Светозар Делић (1920) - Јанко Хољац (1910—1917) - Милан Амруш (1890—1892; 1904—1910) - Адолф Мошински (хрв. Adolf Mošinsky; 1892—1904) - Игњат Зајбер (хрв. Ignjat Seiber; 1887—1890) - Никола Бадовинац (1885—1887) - Јосип Хофман (хрв. Josip Hoffmann; 1881—1885) - Матија Мразовић (1879—1881) - Станко Андријевић (1876—1879) - Иван Вончина (1873—1876) - Стјепан Врабчевић (1873) - Павао Хац (хрв. Pavao Hatz; 1872—1873) - Драгутин пл. Цзекус (1869—1872) - Максо Михалић (1868—1869) - Вјекослав Фриган (1861—1868) - Јохан Лихтенегер (хрв. Johan Lichtenegger; 1858—1861) - Светозар Кушевић (1858) - Јосип Ф. Хертл (хрв. ; 1857) - Јанко Камауф (1851—1857) |

## Привреда
На подручју града Загреба регистровано је око 22.000 компанија које своју делатност остварују у различитим гранама привреде. Према делатностима, у структури загребачке привреде, са 33%, најзаступљенија је трговина, затим следе прерађивачка индустрија са 30%, саобраћај, складиштење и везе са 10%, финансијски сектор са 7%, док 20% отпада на остале делатности. У Загребу се остварује 36% свеукупне трговине у Хрватској, док прерађивачка индустрија смештена у Загребу чини 32% прерађивачке индустрије на територији Хрватске.
У Загребу је концентрисана прехрамбена, хемијска, електронска, текстилна, дрвна и издавачко-штампарска индустрија, као и индустрија прераде метала. Концентрисана је у индустријским зонама на Житњаку и Јанкомиру. Уз постојеће отварају се и нове привредне зоне од којих се једна налази у Сесветама, којима се уз поштовање еколошких стандарда настоји преселити индустрија из средишта на ивице града. Многе велике хрватске компаније имају своје средиште у Загребу. То су ИНА Индустрија нафте, Плива (фармација), Краш и Franck (прехрамбена индустрија), Раде Кончар, Електро контакт, Ериксон — Никола Тесла (електронска индустрија), ТЖВ Гредељ (фабрика возила). У Загребу и многе велике светске компаније имају своја представништва.
У индустријској производњи највећи удео са 25,5% држи производња хране и пића. Следе је опскрба електричном енергијом, плином и водом са 16,3%, потом електронска индустрија са 9,1%, хемијска индустрија са 8,2%, удео издавачке и штампарске делатности са 8,5%, производња радио-телевизијских и комуникацијских апарата и опреме 8,0%, док је удео производње одеће и дораде 2,5%.
Загреб је и финансијско средиште Хрватске. У њему се осим Хрватске народне банке налази и седиште бројних других банака, од којих су највеће Привредна банка Загреб, Хипо Алпе-Адрија банк, Загребачка банка и Хрватска поштанска банка. Загреб је и седиште Загребачке берзе, поновно отворене 1991. године. Загреб је и међународни сајамски центар. Загребачки велесајам је један од већих сајмова у свету и члан је Међународне уније сајмова (UFI) која окупља 167 сајамских организација из 67 земаља. Основан је 1909, али се његови почеци могу пратити до 1864. када је одржана Прва земаљска господарска изложба.
Године 2007, загребачке компаније су извезле робу у противвредности од 4,4 милијарде долара, док је увезена роба у вредности 14,9 милијарди долара. Удео Загреба у извозу Хрватске за 2007. је износио 35,7%, док је у увозу суделовао са 57,6%. Највише се извозило на тржишта [[Босна и Херцеговина| style="background:#f3fff3;" | Укупно
У структури запослених, највећи број отпада на запослене у трговини (26,4%). Следе их запослени у прерађивачкој индустрији (16,5%), пословним услугама (16,3%) и грађевинарству (10,0%). На подручју Загреба је запослено око 400.000 људи, што је више од 27% свих запослених у Хрватској. Незапосленост у Загребу износи 7,8% и нижа је од државног просека, који износи 14,7%.

### Саобраћај
Већина главних друмских саобраћајних праваца у Хрватској пролази кроз Загреб. Из правца Загреба су изграђени ауто-путеви, њих 5, према свим деловима Хрватске, док је један ауто-пут у изградњи. Два од три најважнија паневропска друмска коридора у Хрватској пролазе кроз Загреб.
Ауто-пут А1 (Ауто-цеста А1) Загреб—Сплит—Дубровник је у децембру 2008. године у потпуности завршен до чвора Равча. До Плоча преостаје градња даљњих 60 km и 70 km до Дубровника. Ауто-пут А1 је један од најважнијих саобраћајних праваца у Хрватској јер повезује Загреб и северозападну Хрватску са другим градом по величини у Хрватској — Сплитом.
Ауто-пут А3 (Ауто-цеста А3, некад Ауто-пут братства и јединства) у потпуности следи трасу Паневропског друмског коридора X. Почиње у Брегани на граници са Словенијом и долином реке Саве повезује Загреб, Кутину, Новску, Славонски Брод, с Липовцем и граничним прелазом Бајаково, где се наставља у Србију. Ауто-пут спаја западну и средњу Европу са југоистоком континента и Блиским истоком. Последњи део ауто-пута од Жупање до граничног прелаза Бајаково довршен је на лето 2006. године.
Други важан паневропски друмски коридор који пролази кроз Загреб је коридор 5, кроз чију трасу пролазе три ауто-пута. Тај је правац најкраћа веза Загреба са Јадранским морем. Деоница од Загреба до чвора Босиљево је део ауто-пута А1. Деоница од чвора Бослиљево до Ријеке је ауто-пут А6 (Ауто-цеста А6) и у потпуности је довршена 22. октобра 2008. године.
На истом коридору се налази и траса ауто-пута А4, чија је последња деоница, тј. објекат, нови мост преко реке Муре довршен истог дана кад и ауто-пут А6. У Мађарској се ауто-пут А6 наставља на ауто-пут М7, који преко Летења на граници са Хрватском Загреб повезује с Будимпештом. Ауто-пут А2, Загреб—Мацељ, на словеначкој граници је довршен 2007. године. У плану је и градња ауто-пута А11 Загреб—Сисак.
Јавни градски превоз у Загребу чине мрежа трамвајских и аутобуских линија, градско-приградски возови, те такси возила. Главнину јавног градског превоза у Загребу обавља Загребачки електрични трамвај (ЗЕТ), које је оператер трамвајског и аутобуског саобраћаја, а брине се и о успињачи и жичари на Медведници, која је, док се очекује градња нове, тренутно изван употребе.
Први електрични трамвај је пуштен у промет 18. августа 1910. године. Данас трамвајска мрежа има укупну дужину од 116 km. Трамвајски саобраћај је организован у 15 дневних и 4 ноћне линије. Аутобуски саобраћај ЗЕТ-а тренутно се састоји од 125 дневних и 4 ноћне аутобуске линије. Загребачка успињача спаја загребачки Горњи и Доњи град. С пругом дугом 66 m, позната је и као најкраћа жичана железница на свету намењена јавном саобраћају. Службено је пуштена у погон 8. октобра 1890. године. Данас је законски заштићена као споменик културе, а такође је једна од туристичких атракција у Загребу. Жичара „Сљеме“ пуштена је у саобраћај 27. јула 1963. године у функцији превоза излетника на врх Медведнице, а затворена је средином 2007. године, након квара на електромотору за који је процењено да је неисплатив за санирање.
У Загребу данас има око 1.150 такси возила, а вожња таксијем доступна је 24 часа дневно. Први ауто-такси у Загребу појавио се на Тргу бана Јелачића 11. јуна 1901. године. Од априла 2011. такси превоз у граду осим удружења „Радио такси Загреб“ обављају и други приватни превозници.
Градско-приградским железничким превозом радним даном се у просеку користи око 70.000 путника. Главна железничка линија саобраћа на релацији Савски Мароф—Загреб, Главни колодвор—Дуго Село. Хрватске железнице су ову линију увеле 1992. године. Уз ову линију, други важни приградски смерови су према Великој Горици и Јастребарском заједно са локалним влаковима из смера Забока, Новске, Карловца и Копривнице.
Темељи железничке мреже постављени су крајем 19. и почетком 20. века, када су одређени главни правци железничког саобраћаја. Године 1862, пуштена је у саобраћај прва железничка пруга кроз Загреб, која је Зидани Мост преко Загреба повезивала са Сиском. Већ идуће године изграђена је пруга до Карловца, која је 1873. продужена до Ријеке, чиме је Загреб добио најкраћу железничку везу с морем. 1870. године изграђена је железничка пруга до Копривнице, која је 1897. од Дугог Села продужена до Новске. Године 1885, Загреб је железницом повезан и с Вараждином. 1925. довршена је Личка железничка пруга, којом је Загреб повезан са Сплитом и Далмацијом. Загреб је 1946. године Унском пругом, која је од Личке пруге краћа око 50 km, преко Сиска, повезан са Сплитом. Иако некад врло рентабилна, та се пруга данас користи у увелико смањеном капацитету.
Два од три најважнија паневропска железничка коридора у Хрватској пролазе кроз Загреб. То су Паневропски железнички коридор Vб, који иде од Ботова на граници с Мађарском до Ријеке и Паневропски железнички коридор 10 који иде од Добове на граници са Словенијом до Товарника на граници са Србијом. Уједно је најважнији железнички правац у Хрватској, јер преко Хрватске повезује западну и средњу Европу с југоистоком континента и Блиским истоком. Приградски путнички саобраћај је врло развијен. Теретни саобраћај се одвија обилазно како би се растеретио саобраћај кроз град, па је у ту сврху изграђена и велика теретна станица (Ранжирни колодвор).
Аеродром Загреб је главни међународни аеродром у Хрватској. Налази се поред Велике Горице, а од центра Загреба је удаљен 10 km. На аеродрому су смештене техничке базе Кроација ерлајнса. Кроз загребачки аеродром је током 2007. године прошло 1.992.455 путника. Поред међународног аеродрома, у Лучком постоји и мањи спортски аеродром (Зрачно пристаниште Лучко). Лучко се користило као главни загребачки аеродром од 1947. до 1962. године. Највећи саобраћај забележен је 1959. године. Те су године цивилни авиони превезли 167.000 путника и 1.500 t робе.

## Култура
Загреб је културно средиште Хрватске. У граду се налази више културних установа које традиционално имају велик престиж. Осим тога, у граду се налазе средишта практично свих важнијих културних установа, као што су Матица хрватска и Друштво хрватских књижевника.

### Музеји
Експонати из бројних загребачких музеја осим историјских, уметничких и културних домета града Загреба и Хрватске, приказују експонате велике историјске и уметничке вредности из читаве Европе и света. У око тридесет музејских и галеријских колекција обухваћено је више од 3,6 милиона експоната.
Колекције Археолошког музеја, основаног 1864. садрже готово 460.000 различитих артефаката и споменика. Изложени предмети организовани су у неколико збирки. Најпознатија је Египатска збирка, која је једина такве врсте у југоисточном делу Европе, затим велика нумизматичка колекција која је једна од најзначајнијих и највећих у Европи и свету, праисторијска збирка, античка и средњевековна збирка. Важан музејски експонат је Загребачка мумија чији су повоји, тј. Загребачка ланена књига (Liber linteus Zagrabiensis), са 1.130 речи најдужи сачувани писани споменик старих Етрураца, једина постојећа етрурска књига и уједно једина ланена књига из старога века.
У поседу Хрватског природословног музеја налази се једна од најзначајнијих светских збирки остатака неандерталаца. Галерија обухвата кости и камено оруђе и оружје неандерталаца.
Технички музеј основан 1954. године у широј регији чува најстарију и данас функционалну машину из 1830. године. У Одељењу саобраћајних средстава налазе се и бројни авиони, аутомобили, као и погонске машине и опрема. У збирци астронаутике налазе се модели вештачких сателита, орбиталних станица и свемирских бродова. Музеј поседује планетаријум, модел рудника угља, гвожђа и обојених метала дугачак 300 m, аписариј, као и радионицу Николе Тесле. Међу осталима постоје и ватрогасни, пољопривредни, те одељење великана хрватске науке и технике. Музеј чува преко 6.000 предмета из Хрватске и иностранства.
Музеј Мимара (пуним називом: Umjetnička kolekcija Ante i Wiltruda Topića Mimare) је основан дотацијом Анте Мимаре Топића, а отворен је 1987. Смештен је у неоренесансној палати с краја 19. века. Музеј садржи 3.750 уметничких радова различитих култура и цивилизација урађених у различитим техникама и материјалима. Стална поставка уређена је као хронолошко низање историјско-стилских раздобља.
Хрватски музеј наивне умјетности са 5.000 уметнина, сматра се првим музејом наивне уметности у свету. У музеју се чувају дела хрватске наиве 20. века, али има и радова познатих светских уметника. Музеј поседује и богате документационе фондове о наиви. Музеј за умјетност и обрт је основан 1880. године с циљем очувања уметничких и обртничких дела насупрот све доминирајућих индустријских производа. Са 160.000 експоната Музеј је институција од националне важности на пољу уметничке производње и историје материјалне културе у Хрватској. Музеј града Загреба је основан 1907. године. Садржи 75.000 предмета из културне, уметничке, привредне и политичке историје града у распону од Римског периода до данашњих дана. Етнографски музеј је основан 1919. године. Налази се у архитектонски складној сецесијској грађевини. Садржи 80.000 предмета који представљају хрватску етнографску баштину подељену у три културне зоне: панонску, динаридску и јадранску. Остали важни загребачки музеји и збирке су: Музеј сувремене умјетности, Хрватски школски музеј, Хрватски ловачки музеј, Хрватски спортски музеј, Музеј поште и телекомуникација, Штросмајерова галерија, Музеј Ивана Мештровића, Галерија Кловићеви двори, Модерна галерија итд.

### Позоришта
У Загребу делује око 20 сталних или повремених позоришта. У Загребу се налази национална позоришна кућа — Хрватско народно казалиште, изграђено у барокном стилу 1895. године. Године 1885. загребачки трговац, Србин Христифор Станковић подигао је палату, на месту предратне зграде зване "Саборница" на тргу Стјепана Радића. Зграду је затим поклонио граду Загребу за Загребачко позориште. Та палата ће касније (1937) променити намену - постати седиште Загребачке општине. Станковић је иначе спадао међу водеће Србе "Илирце" у Загребу. На позорници се одржавају драмске, балетне и оперне представе, а позориште је опремљено и за одржавање конгреса, промоција и пријема. Концертна дворана Ватрослава Лисинског капацитета од 2.171 седишта, саграђена је 1973. године, а названа је по аутору прве хрватске опере. Осим музичких манифестација, у њој се одржавају и конгресна догађања.

### Фестивали
Загреб је такође домаћин и неколико важних филмских фестивала. Дани хрватског филма су такмичарски фестивал средњеметражног и краткометражног филма, на којем се приказује комплетна продукција хрватске кинематографије током претходне године, уз изузетак филмова који су остављени за приказивање на Пулском фестивалу. Одржавају се од 1991. године.
Загреб филм фестивал, основан 2003. године, постао је један од најзначајнијих хрватских културних догађаја. Уз главни програм такмичарског карактера, подељен је у три категорије — целовечерњи играни, кратки играни и документарни филм. Једнака пажња посвећена је и попратном програму којег сваке године сачињава 5 до 6 посебних филмских програма, промоције књига, филмских и културних пројеката као и презентације нових технолошких достигнућа везаних уз филмску продукцију те неизоставни забавни програми. Награда која се додељује на фестивалу се зове Златна колица, уз коју се најбољима додељују и новчана средства.
ZagrebDox је међународни фестивал документарног филма, покренут услед недостатка доброг међународног и такмичарског фестивала на подручју југоисточне Европе специјализованог за документарне филмове, тим више што је наведено подручје имало дугу традицију у производњи документарног филма.
Анимафест је светски фестивал анимираног филма који се одржава од 1972. године. Након 33 године бијеналних фестивала, 2005. је уведена категорија дугометражног анимираног филма, па се тако фестивал сада одржава сваке године, и то за непарних година с дугометражним програмом, а парних година с краткометражним. Анимафест су 1972. године основали град Загреб и Загреб филм. Локацију је изабрало Међународно удружење аниматора, одајући признање тадашњем светском успеху и угледу Загребачке школе цртаног филма. Иако је одавно прошло златно доба хрватске анимације, Анимафест је и даље један од главних светских фестивала цртаног филма, а дуго времена му је конкурисао само Annecy.
Међународни фестивал новог казалишта EUROKAZ се одржава сваке године у другој половини јуна. Након првог EUROKAZ-а који је одржан 1987. године као део културног програма Универзијаде, фестивал је постао редовна годишња манифестација. На њему је до сада наступило преко 300 позоришта из целог света и сматра се значајним позоришним догађајем у том делу Европе.

### Културна историја загребачких Срба
Загреб је одувек важио за вишенационалну средину и примамљиво место за живот и рад. Ту су вековима живели православни Срби, који су исписали интересантне странице културне историје града. За најбоље дане могу се сматрати они за време Илирског препорода, средином 19. века. У Загребу су боравили Доситеј Обрадовић, Вук Караџић, Ђура Даничић, кнез Милош Обреновић, пуковник Стеван Книћанин, Михајло Полит-Десанчић, Јован Јовановић Змај и многи други познати Срби. У главном граду Хрватске било је седиште битних српских националних институција: седиште Српског привредног друштва "Привредник" (од 1904), седиште Главног одбора Савеза српских земљорадничких задруга (од 1897), седиште Српске банке дд (од 1895), седиште Централне касе Српских привредних задруга (постоји 1905), столица епископска, протопрезвитера, те седишта штампарија и листова итд. Деловале су још и Српска па Задружна штампарија (1895), листови "Србобран" и "Српско коло", Привредна банка (1923) и друге.
Број православаца Срба током прошлости је стално растао. Било их је 1780. године само 30 душа, а 1785. године 40 душа у осам домова. Пописом из 1821. године утврђено је следеће стање: 19 домова са 158 православаца. Међу православним грађанима поред Срба (95) налазе се и Грци (48) и Цинцара (15). Са временом нестају Цинцари (1842) и Грци (1859). Од тада среће се по који Румун, више Бугара повртара (1875) па Руси избеглице (1921). Пописано је 1931. године у Загребу 13.279 православаца, поред 1314 Руса и 201 Бугара остало су Срби. На тих 12.724 Србина организоване су три градске православне парохије; прве две по 500 а трећа остатак.
Прокопије Рајковић купец из Загреба је 1801. године купио Стојковићеву прву књигу - "Физика". Скупљачи претплате за "Новине сербске из царствујушћег града Вијене", били су 1813. године у Загребу, трговци Мировић и Поповић. Књигу о историји трговине купили су 1816. године, Загребчани трговци Срби: Мировић и Поповић, укупно 10 егземплара. Живковићевог "Телемака" купили су поп Петроније Степановић и Емануил Томић учитељ са још 10 претплатника Срба. Претплатници Доситејевог "Мезимца" били су 1818. године загребачки трговци Стефан Крестић и Јован Малин. Историјску књигу о актуелној француској пропасти, набавили су 1818. године Срби загребачки: поп Константин Андрејевић парох, Константин Мировић месни (школски) директор, Милутиновић капетан, Василије Стокић српски учитељ, те још 12 грађана. Вуков генијални "Српски речник" имао је свуда радозналих купаца. У Загребу су свој примерак љубоморно чували тамошњи Срби трговци: Ћирило Сукњаић, Константин Мировић, Мировић и Поповић те Христифор Станковић. Купци једног авантуристичког романа преведеног са француског на српски опет су загребачки пургери трговци Михаил Деметар и Василије Кокановић.
Скупљач претплате за "Сербски летопис" био је 1826. године у Загребу, трговац Јован Николић. Вуков календар набавио је 1827. године загребачки трговац Никола Поповић који се бавио у Карловцу. Једну забавну повест који је написао учени Бечкеречанин, узели су Срби Загребчани 1827. године за разоноду. Били су то поп Константин Пантелић парох и Кирил Сукијаш трговац. Вукове српске народне песме набавио је 1845. године претплатнички пункт Загреб, са скупљачем Вјекославом Бабукићем. То су били највиђенији људи Загреба тог времена: Ђурађ Хаулик загребачки бискуп и намјесник бански, Гроф Јанко Драшковић от Тракошћана царски коморник и витез реда Св. Стефана, Госпођа Грофица Фрања Драшковић дама од реда звјезданога, Николај Зденчај от Захромић града врховни жупан Загребачке жупаније и његова браћа, Иван Буњевац бележник Загребачке жупаније, Људевит Гај, Деметар Димитрије лекар, Иван Мажуранић фишкал, Враз Станко књижевник илирски, неколико читаоница и других грађана из Загреба и околине - укупно 65 егземплара.
По државном шематизму православног клира у Угарској из 1846. године, види се да је парохија Загреб - градска. Православно парохијско звање је основано 1786. године, а црквене матрикуле се воде од 1794. године. Православне богомоље нема, верске потребе православних Срба у том граду, којих има 1846. године - 178, испуњава поп Георгије Николић. Срба је 1847. године пописано 178 душа, а две деценије потом 1867. године већ је ту 318 православних Срба Загребчана.
Књигу о српској граматици објављену на ћирилици у Бечу, пренумерацијом је прибавило 22 читаоца из Загреба. Треба поменути нека познатија угледна имена Хрвата (не само Срба): Људевит Гај ц и к савјетник, Максим Прица и Никола Крестић одвјетници (адвокати), Иван Мажуранић намјесник државног одвјетника, Иван Кукуљевић архивар, Станко Враз, др Имбро Ткалац, Утјешиновић чиновник код управе, остало су одвјетници, чиновници итд. Вук је радо приман и читан у Загребу, где је имао доста следбеника. Његову историјску књигу о Првом српском устанку, купило је 14 тамошњих читалаца. Тако су се претплатили: др Ткалац, Димитрије Деметер лекар и уредник "Народних новина", Кукуљевић, Прица адвокат, Коста Стоишић књижевник, Данило Станисављевић ц и к виши финансијски савјетник, те неколико професора и савјетника. У Загребу је између 1864—1866. године излазио "Књижевник" - часопис за језик и повјест хрватску и српску и природне знаности, потпором Матице илирске. Српске лирске и родољубиве песме спеване у Црној Гори купила је група Загребчана 1870. године: Ђорђе Бањанин, Димитрије Егић, Никола Крек, Младен Живојиновић и Друштво "Звијезда".
Ђуро Даничић је 1866. године објавио у Загребу код Светозара Галца, на ћирилици своју популарну књигу: "Животи краљева и архиепископа српских". Члан Друштва за Српско народно позориште у Новом Саду био је 1866. године Јован Живковић из Загреба. Књигу ћириличну Задранина Петрановића о босанским богумилима, купили су претплатници из Загреба 1867. године: др Фрањо Рачки, В. Јагић, Ђ. Даничић и Петар Зоричић.
У Загребу је основана 1895. године "Српска банка дд", са капиталом који је 1905. године износио преко 13 милиона круна. У Управи су били: Лазар Дунђерски индустријалац као почасни председник, Ђорђе Велисављевић управник и Михајло Ђукић књиговођа. Међу члановима Управе, ту је био Владимир Матијевић као председник, док је председник Управе филијале банке у Будимпешти био Еуген Думча из Сентандреје, њен славни градоначелник. Банка је имала бројне акционаре широм Српства и добро је пословала, ширећи пословни утицај.
Године 1905. у Загребу је било записано православних Срба 2693 - по државној статистици, а по парохијској 1410 душа. Разлика постоји због војника, ученика и студената, те бројних намештеника и киријаша самаца. Од српских јавних зграда ту су биле две православне цркве, од којих једна у ствари гробљанска капела. Православна Црквена општина у Загребу је била редовна и уређена. Први познати свештеници су били калуђери лепавински, Герасим Марковић и Петроније Стефановић. Председник црквене општине и Школског одбора је био 1905. године др Богдан Медаковић.
Православно парохијско звање је основано 1786. године у Загребу, од када се црквене матрикуле воде. Загребачки Србин Јаков Сузњевић је 1785. године купио кућу на Јелачићевом тргу, од чизмара и пургера Хрвата, Ивана Миклеушића. У тој кући су други православни Срби узели једну просторију у кирију, за 86 ф. годишње. Импровизовали су у њој капелу посвећену Св. апостолима Петру и Павлу. Ту је становао калуђер Герасим Марковић из манастира Лепавине, након прве литургије на Петровдан 1785. године. Градња веће, праве православне богомоље је требало да почне 1793. године. Купили су већ 10. фебруара 1794. године на јавној лицитацији за 4.000 ф. римокатоличку цркву Св. Маргарете. Та иноверна црква је постала преуређењем православна, посвећена Св. Преображењу, освећена 6. августа 1794. године. Парохијани су претходно 29. јуна 1785. године купили њиву са брдашцем за 200 ф. од Балтазара Бушића. Ту је отворено српско православно гробље звано "Иличко гробље". Године 1798. купили су православци кућу од ковача Јована Кавке за парохијски дом. Уз велики жртве подигли су сложни верници 1822. године садашњу црквену зграду на Илици 7. Та велика црквена зграда са становима и локалима коштала је 23.494 ф. капитала.
Православна црква посвећена празнику Преображенију, подигнута је 1865-1866. године, у Преображенској улици. Њен темпло осликао је сликар Епиманондас Бучевски 1883. године. Након завршеног унутрашњег украшавања 1883-1884. године, извршено је свечано освећење 16. септембра 1884. године за време пароха Георгија Николића. Звона на црквеном торњу су освећена и подигнута 1899. године. Парохија друге платежне класе имала је парохијски дом и српско православно гробље. Ту је на Мирогоју православна капела, где је сахрањен Србин племић Петар Кукуљ од Лимобрања ц и к подмаршал. Свештенство чине: парох Амвросије Павловић родом из Кућанаца, који је ту служио већ 35 година, а капелан је тада Радивој Кокић. При загребачкој православној црквено-школској општини постојало је неколико заклада (задужбина). Тако се помињу: Заклада српске основне школе, Заклада сиромашних ђака, Заклада Косте Радосављевића (за његов парастос), Заклада официра Нестора и Јелене Боројевић, Заклада Ђуре Авировића трговца, Заклада већника Јелене Јовановић, Бранка и Заклада Јудите племените Кукуљ за издржавање капеле на гробљу Мирогоју, Заклада Ђорђа Николајевића митрополита дабро-босанског за помоћ сиромашним студентима на загребачком Универзитету Фрање Јосифа I, Заклада Андрије Иванковића (за његов парастос). Земљишни црквени посед се не помиње.
Српска вероисповедна школа у Загребу постоји од 1814. године. Тражили су 1858. године загребачки Срби једног "Србина учитеља" и црквеној појца. Он је имао да учи 10-12 малих ђака, за плату од 400 ф., стан и два хвата огрева. "Одлична и напредна" православна црквена општина у Загребу, оспособила је за српску аутономну вероисповедну школу, једну лепу школску просторију. Иста је добро опремљена училима и ту ће почети да се изводи настава од 1. октобра 1891. године. Расписан је стечај за учитеља у тој дворазредној основној школи. Загребачки Срби су 1893. године купили зграду на Прерадовићевом тргу 8. а 1900. године и кућу поред ње на броју 7. Школа је била вероисповедна четвороразредна 1891-1929. године. Постоји 1905. године једна српска вероисповедна школа, а школски управитељ је Димитрије Витковић. Учитељско тело чине: учитељи - Лазар Кекић родом из Опатовца, Сава Роксандић родом из Митровице, и учитељице - Јелена Паниковић родом из Шкара, и Ружица Георгеовић родом из Глине. Број деце у редовној настави износи 107, од стасалих 130. Српска школа која се 1910. године преместила у нову зграду (Богичевићева 7) је 1929. године постала државна. У 1941. је имала осам одељења, похађала ју је половина загребачких ученика српске националности.
Културни летопис загребачких Срба исписују културна и племенита друштва: Српско певачко друштво (од 1877), Српска читаоница (1894), Просветно и културно друштво "Св. Сава"...
У Загребу је постојала 1905. године "Добротворна задруга Српкиња у Загребу", са друштвеном главницом од 8200 к. Председница је била Јелисавета Борота, потпредседница Паулина Матијевић, благајник Марија Лађевић и секретар Лазо Хорват. Активан је био 131 редовни члан, уз 22 оснивача и девет добротвора.

## Образовање
У Загребу делује 136 основних школа и 100 средњих школа, од чега је 31 гимназија. У Загребу такође делује и 5 политехникума и 9 приватних високошколских установа.
Универзитет у Загребу је основан 1669. и представља други најстарији универзитет у Хрватској (основан после задарског (1396)). До 2009. је на Универзитету у Загребу дипломирало више од 200.000 студената, магистрирало више од 18.000 и докторирало више од 8.000 постдипломаца. На Универзитету у Загребу, научно-наставни и уметнички рад се обавља на 29 факултета, 3 уметничке академије, стручној — Учитељској академији и универзитетском студију — Хрватским студијима. При универзитету делују 33 политехникума.
У Загребу делују 22 института на подручјима друштвених и природних наука. Загреб је седиште ХАЗУ — Хрватске академије знаности и умјетности коју је основао ђаковачки бискуп Јосип Јурај Штросмајер.

## Знаменитости
Загреб је богат туристичким знаменитостима. Следи краћи попис:
- Споменик бану Јосипу Јелачићу на главном градском тргу.
- Споменик краљу Томиславу поред Главне железничке станице.
- Ленуцијева поткова — зона 8 перивоја и 8 тргова, то су редом: Зрињевац, Трг Ј. Ј. Штросмајера, Трг краља Томислава, Трг Анте Старчевића, Ботанички врт, Трг Марка Марулића, Трг Мажуранића и Трг Републике Хрватске где се налазе зграде Хрватског народног казалишта, Музеј за умјетност и обрт, те зграда Универзитета са спомеником Ивана Мештровића — Повијест Хрвата.
- Горњи град са црквом св. Марка, зградом Хрватског сабора, Банским дворима, кулом Лотршчак, Каменитим вратима, тржницом Долац, успињачом.
- Каптол са катедралом.
- Дом хрватских ликовних уметника (популарна Џамија), чији је архитекта вајар Иван Мештровић.
- Гробље Мирогој
- Медведница са највишим врхом Сљеменом и старим градом Медведград у којем се налази Олтар домовине.
- Перивој Максимир са Зоолошким вртом
- Спортско-рекреациони центар Јарун.

- Споменик бану Јосипу Јелачићу
- Трг бана Јелачића са Загребачким облакодером у позадини
- Трг краља Томислава са Уметничким павиљоном у позадини
- Парк Зрињевац
- Ботанички врт
- Загребачка успињача и кула Лотршчак
- Тржница Долац на Горњем граду
- Споменик А. Г. Матошу на Горњем граду
- Пешачка зона у Ткалчићевој улици
- Мештровићев павиљон — Дом ликовних уметности, познат као Џамија
- Парк Максимир
- Мирогојске аркаде

## Спорт
Масовније и организовано бављење спортом у Загребу започиње са 1874. када је основано спортско друштво Хрватски сокол. Ипак, прво спортско друштво — стрељачко, је још старије и основано је 1786. Година 1967. је била година великих клупских спортских успеха Загрепчана — ватерполисти Младости постали су шампиони Европе, а фудбалери Динама су освојили Куп сајамских градова. Ватерполисти Младости су све укупно седам пута били шампиони Европе, а према Европској пливачкој федерацији (ЛЕН) носе и титулу Најбољег клуба 20. века. Касније су сличне успехе постигли и рукометаши РК Загреб, који су два пута (1992. и 1993) били клупски европски прваци. КК Цибона је два пута (1985. и 1986) освојила титулу европског клупског шампиона у кошарци.
Године 1987, Загреб је био град домаћин Универзијаде — светских студентских игара, на којима је учествовало 6.423 спортисте из 122 земље. За потребе Универзијаде је изграђен или обновљен велик број спортских објеката — комплекс Младости уз реку Саву, језеро Јарун, Дом кошарке с пословним торњем, стадион у Максимиру, спортски центар на Шалати, Дом спортова и др. Данас се ти објекти користе у сврху професионалног спорта и рекреације становника града, а део објеката се користи и за организовање различитих неспортских догађаја.
Један од таквих објеката, који се осим за спортске користи и за друге догађаје је загребачки Дом спортова, који има 6 хала, од којих две највеће могу примити 4.000 и 12.000 посетилаца. Користи се за играње кошарке, рукомета, одбојке, хокеја, гимнастике, тениса и других спортова. Често се користи и за одржавање концерата.
У децембру 2008. завршена је изградња нове дворане у Новом Загребу — Арене Загреб. Дворана је званично отворена пријатељском утакмицом између рукометних репрезентација Хрватске и Русије. Дворана има 16.300 места за седење, а први спортски догађај који је угостила било је Светско првенство у рукомету у јануару 2009.
КЦ Дражена Петровића прима око 5.400 посетилаца. Уз кошаркашку халу изграђен је пословни торањ висок 94 m. У КЦ Дражен Петровић утакмице игра КК Цибона
Највећи фудбалски стадион у Загребу је стадион Максимир, који се налази у истоименом загребачком кварту. Градња стадиона је започела 1946, а главни део стадиона довршен је 1962. и од тада је више пута прошириван и модернизован. Данас капацитет стадиона износи 40.000 гледалаца, а на крају реконструкције, која је у току, капацитет стадиона ће се повећати на 55.000 гледалаца. На стадиону утакмице игра НК Динамо.
У Загребу делују бројни професионални и аматерски спортски клубови. Од познатијих професионалних клубова треба истаћи фудбалске клубове НК Динамо, НК Загреб, НК Хрватски драговољац, кошаркашке клубове КК Цибона и КК Загреб, рукометни клуб РК Загреб, ватерполо клубове Младост и Медвешчак и веслачке и атлетске клубове.

## Дипломатска представништва
У Загребу на нивоу амбасаде делује 48 дипломатских представништава и то следећих држава:
| - Албаније - Аустралије - Аустрије - Белгије - Босне и Херцеговине - Бразила - Бугарске - Ватикана - Грчке - Данске - Египта - Израела | - Индије - Ирана - Италије - Јапана - Казахстана - Канаде - Кореје - Либије - Мађарске - Малезије - НР Кине - Немачке - Норвешке | - Португалије - Пољске - Румуније - Руске Федерације - САД - Северне Македоније - Словачке - Словеније - Србије - Малтешког реда - Уједињеног Краљевства - Украјине | - Турске - Туниса - Финске - Француске - Холандије - Црне Горе - Чешке Републике - Чилеа - Швајцарске - Шведске - Шпаније |

Следећа 21 држава у Загребу има почасне конзулате:
| - Буркина Фасо - ДР Конго - Гвинеја - Индонезија - Ирска - Јемен | - Јордан - Јужноафричка Република - Кенија - Кипар - Летонија | - Литванија - Монако - Монголија - Нови Зеланд - Обала Слоноваче - Пакистан | - Перу - Судан - Тајланд - Филипини |

## Почасни грађани
До данас је 51 личност понела титулу Почасног грађанина Града Загреба коју додељује Градска скупштина. Услови, процедура и начин на који се додељују јавна признања Града Загреба одређени су Одлуком о јавним признањима Града Загреба. Тако се Почасним грађанином Града Загреба може прогласити:
 ... особа посебно заслужна за пропагирање вриједности демократског друштва, повијесних догађаја и традиција хрватског народа, положаја и угледа Града Загреба, његових односа с другим градовима у земљи и иностранству те за развој Града Загреба или појединих његових дјелатности, државник или функционер друге државе, члан међународне организације, односно организације друге државе или њихових тијела посебно заслужан за Град Загреб и Републику Хрватску у пропаганди њеног суверенитета, самосталности и самобитности на општеприхваћеним начелима савременог свијета.
За време Аустроугарске (1850—1918) титулу Почасног грађанина добили су:
| - Александар Бах, политичар и министар (1853) - гроф Одонел ( ), краљевски пуковник (1853) - Јосип гроф Јелачић, краљевски генерал (1854) - Јосип Буњевац, велики жупан (1854) - Бенедикт Лентулај, велики жупан (1854) - Јосип Флук, министарски саветник (1854) - гроф Ватрослав, краљевски натпоручник (1854) - Јосип Бафлер ( ), грађевински управник (1854) - Сима Маноиловић (1854) - Вук Стефановић Караџић, лингвиста (1861) - Еуген Кватерник, политичар (1869) - бан гроф Ладислав Пејачевић (1880) - Иван пл. Зајц, композитор (1880) - Аугуст Шеноа, књижевник (1881) | - Еуген Кумичић, књижевник (1885) - Ђуро Даничић, лингвиста (1886) - Иван Бенковић, сликар (1890) - Куен Хедервари, политичар (1895) - Тадија Смичиклас, историчар (око 1900) - Иван Трнски, књижевник (1903) - Гјуро Дежелић, књижевник (1906) - Јурај Посиловић, надбискуп (1908) - Јосип Јурај Штросмајер, надбискуп (око 1910) - Светозар Боројевић, генерал (1916) - Стјепан Саркотић (1916) - Шиме Мазура (итал. Šime Mazzura), адвокат (1918) |

За време Краљевине Југославије (1918—1941) титулу Почасног грађанина добили су:
| - Милан Амруш, градски начелник (1919) - Вјекослав Клаић, историчар (1992) - Фране Булић, свештеник (1926) - Владимир Мажуранић, књижевник (1927) | - Љубо Бабић Гјалски, књижевник (1927) - Драгутин Горјановић Крамбергер, научник (1927) - Анте Бауер, свештеник (1929) - Теодор Викерхаузер ( ), лекар (1934) |

За време СФР Југославије (1945—1990) титулу Почасног грађанина добили су:
| - Јосип Броз Тито, председник СФРЈ (1945) - Владимир Бакарић, политичар и народни херој (око 1950) - Мирослав Крлежа, књижевник (око 1960) - Анка Берус, политичарка, револуционарка и народни херој (1980) - Павле Грегорић, политичар и народни херој (1980) | - Иван Крајачић, политичар, револуционар и народни херој (1980) - Карло Мразовић, политичар, револуционар и народни херој (1980) - Мика Шпиљак, политичар и народни херој (1980) - Линден Форбс Сампсон Бернхам, председник Републике Гвајане (1985) - Хавијер Перез де Куељар, генерални секретар УН-а (1987) |

За време самосталне Хрватске (1990—данас) титулу Почасног грађанина добили су:
| - Мајка Тереза (1990) - Фрањо Туђман, председник Републике Хрватске (1992) - Маргарет Тачер, политичарка (1998) | - Драгутин Тадијановић, књижевник (2000) - Јаница Костелић, скијашица (2005) - Већеслав Хољевац, постхумно (2008) |

Остала јавна признања Града Загреба су: Награда Града Загреба, Награда Загрепчанка године, Повеља Града Загреба, Плакета Града Загреба, Медаља Града Загреба и покровитељство.

## Партнерски градови
Загреб службено сарађује са следећим градовима:
| - Мајнц (Немачка) (од 1967) - Санкт Петербург (Русија) (од 1968) - Тромсе (Норвешка) (од 1971) - Кјото (Јапан) (од 1972) - Краков (Пољска) (од 1975) - Лисабон (Португал) (од 1977) - Питсбург (Пенсилванија, САД) (од 1980) | - Шангај (НР Кина) (од 1980) - Болоња (Италија) (од 1984) - Будимпешта (Мађарска) (од 1994) - Беч (Аустрија) (од 1994) - Сарајево (Босна и Херцеговина) (од 2001) - Љубљана (Словенија) (од 2001) - Подгорица (Црна Гора) (од 2006) |